# Missie Vandisandi
Missie Vandisandi is een stripalbum dat voor het eerst is uitgegeven in juni 1991 met Hermann Huppen als schrijver en tekenaar. Deze uitgave werd uitgegeven door Dupuis in de collectie vrije vlucht. Deze strip werd vervolgens nog eens heruitgegeven in oktober 2009.
Missie Vandisandi is een afgerond stripverhaal die Hermann maakte naast zijn bekende reeksen als Jeremiah en de Torens van Schemerwoude.

## Verhaal
Karl Vandesande is een gepensioneerde ambtenaar uit de voormalige Belgische kolonie Kongo en woont nu in Brussel. In de tijd dat hij in Afrika verbleef hield hij zich bezig met een studie over inheemse kunstvoorwerpen en schreef daar een boek over. Schwartz, een kunstverzamelaar weet hem over te halen naar Afrika terug te keren. Vandesande raakt vervolgens verzeild in een spionage-achtinge intrige. 